# 柏峪乡
柏峪乡是中国陕西省延安市黄龙县下辖的一个乡。

## 行政区划
柏峪乡下辖以下行政区：
柏峪村、王庄村、乱麻科村、石坷村